# Kysuce

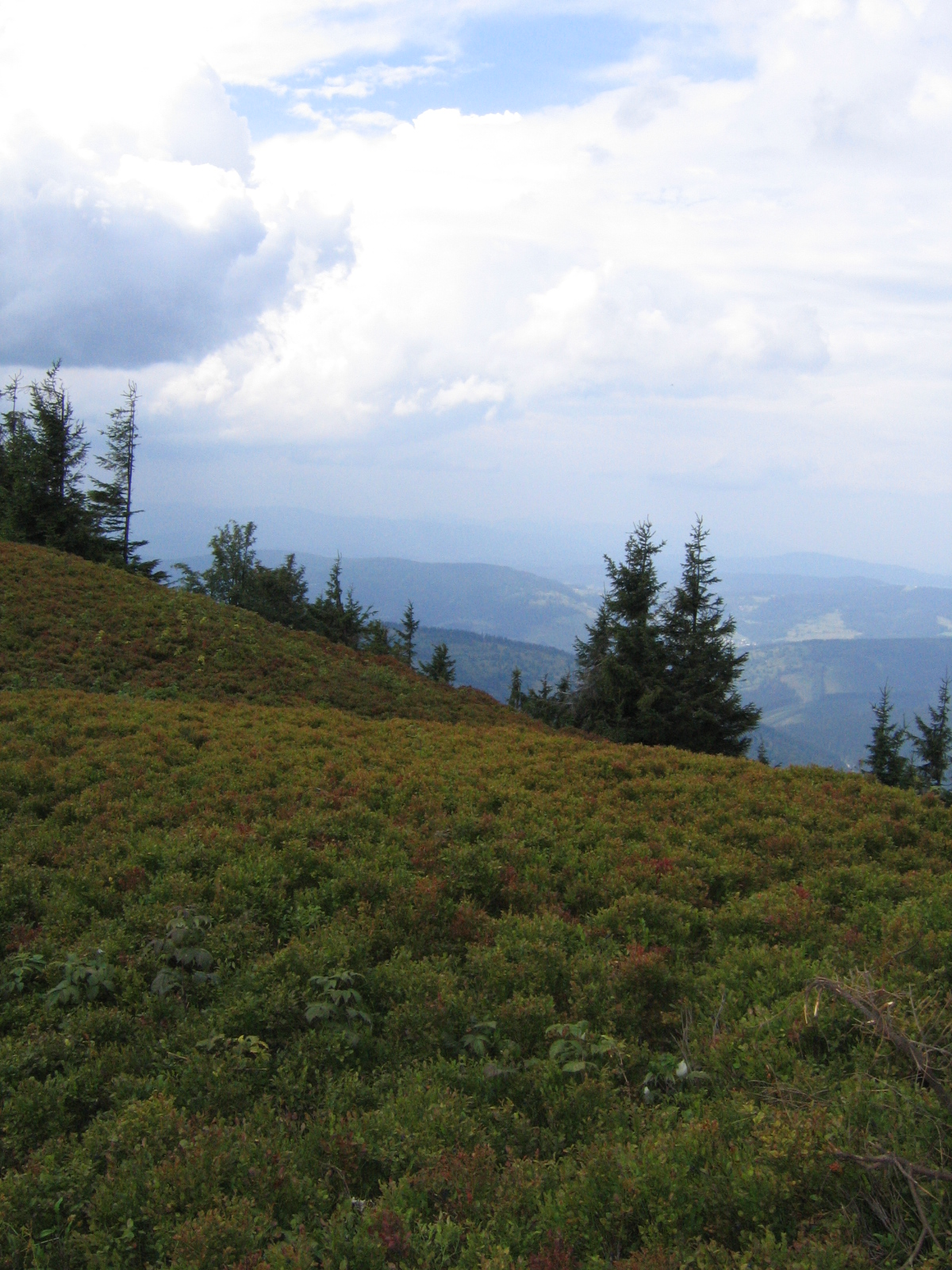
Veľká Rača

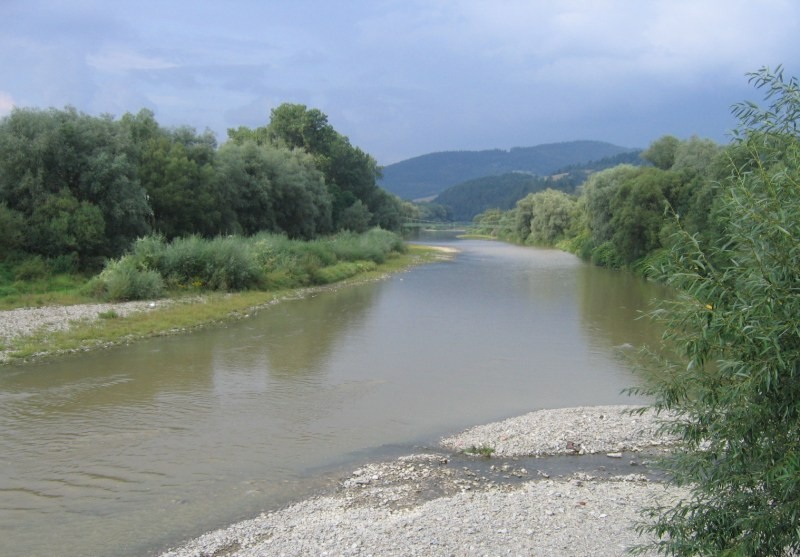
Řeka Kysuca

Kysuce (někdy také Kysúce) je území na Slovensku, rozprostírající se severně od města Žilina, směrem k polským hranicím. Zasahují do regionů okresů Čadca a Kysucké Nové Mesto. Na západě hraničí s Českou republikou. Oblast charakterizují horská políčka, louky, lesy, pastviny a malé shluky dřevěných domků. Kysuce byly součástí historické Trenčínské župy.

## Poloha
Kysuce leží na severozápadě Slovenska. Páteří kraje je řeka Kysuca, což je přítok Váhu. Ve východní části území se nacházejí Kysucké Beskydy, sever a severozápad představují Stredné Beskydy, na západě území Kysuc se táhnou Javorníky. Jižní část území pokrývá Kysucká vrchovina.

## Geografie
Nížinné údolí je jen v povodí řeky Kysuce. Nadmořská výška kraje se pohybuje od 345 – 1 236 m. Průměr je mezi 600 – 800 m. Nejvyšší vrchol oblasti je Veľká Rača (1 236 m). Nejstarší známou osadou v oblasti Kysuce je dnešní město Kysucké Nové Mesto, ležící na důležité obchodní cestě, která vedla údolím řeky Kysuce. Lesy pokrývají plochu 515 km².

## Historie
Nejstarší písemná zpráva o Kysucích je z roku 1244. Nálezy z Radoly, Horného Vadičova, Rudiny či Riečnice dokladují osídlení slovanským obyvatelstvem. Naproti tomu Valašské osídlování probíhalo až ve 14.–16. století. Klučením a vypalováním lesů vzniklo přes 900 kopanic v 16. a 17. století, kdy se projevilo kopaničářské osídlování.

## Turismus
Lyžování

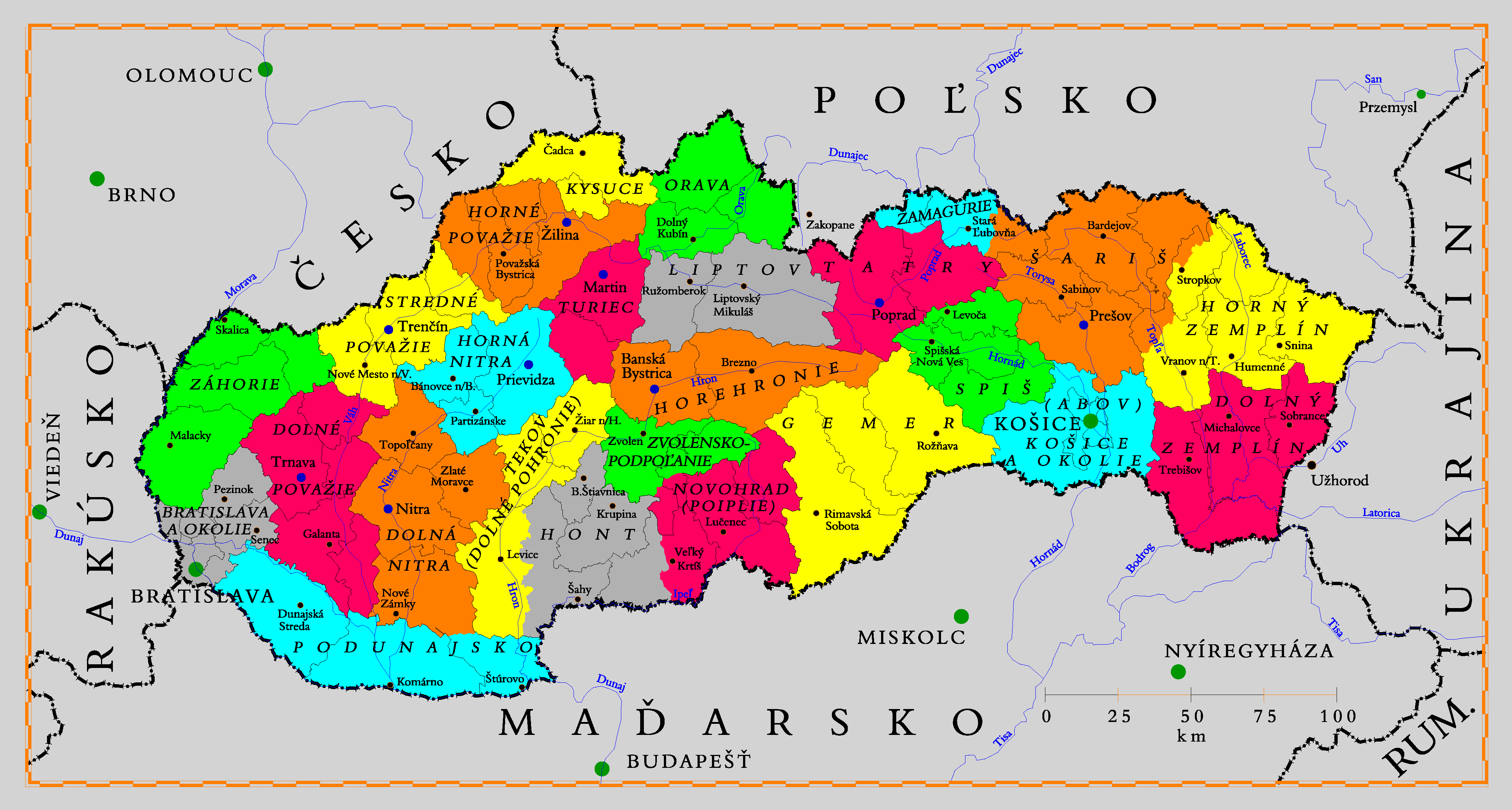
Příklad neoficiálních tradičních regionů Slovenska

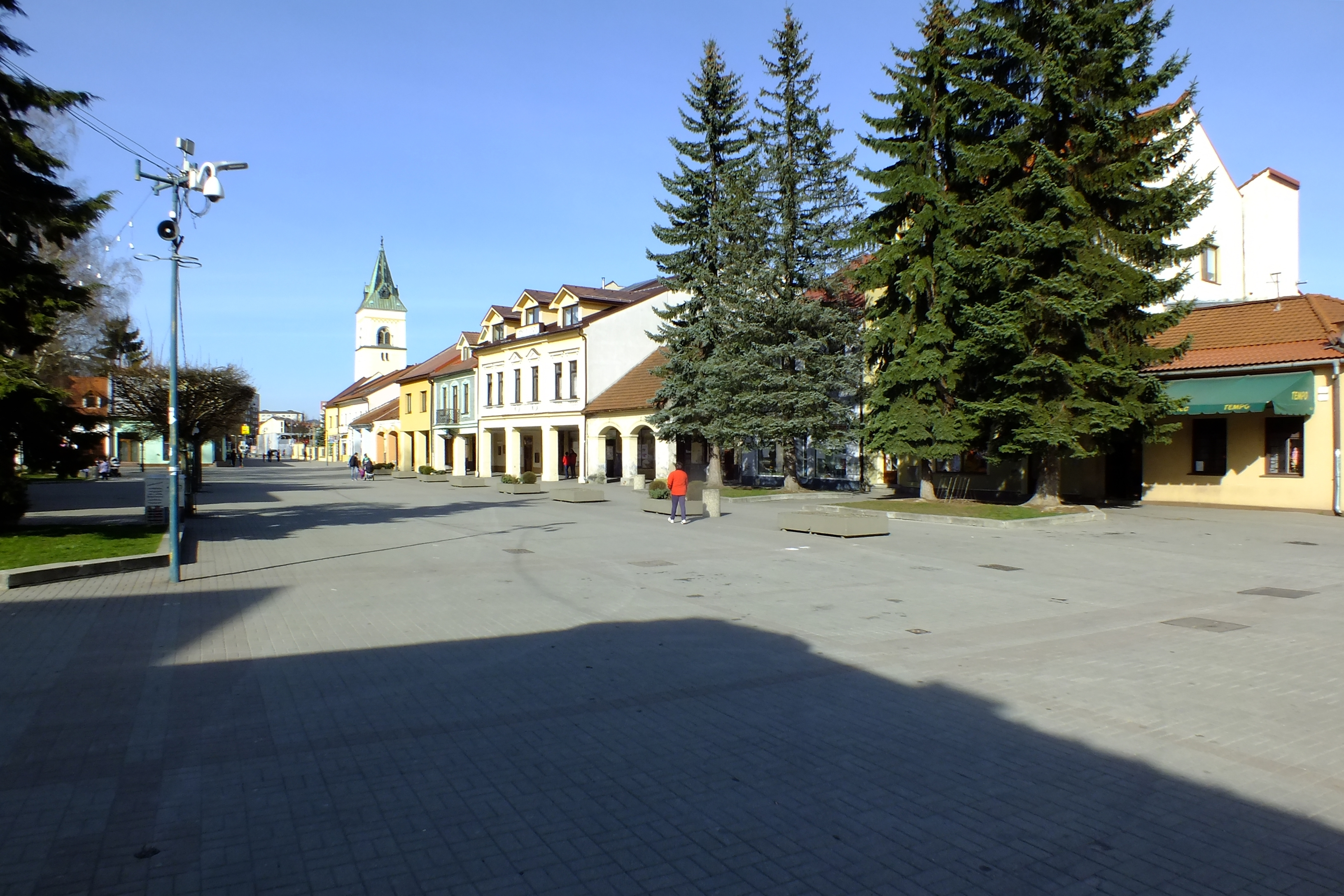
Kysucké Nové Mesto

Kysuce jsou známou lyžařskou destinací. Středisko Snow paradise Veľká Rača Oščadnica patří mezi nejlépe vybavená lyžařská centra na Slovensku, známá jako „ráj lyžařů“. Jsou zde 3 sedačkové lanovky. Kysucká lyžařská magistrála pro bežkaře spojuje Oščadnicu s dalším střediskem Skalitým - Serafinovom. Další centrum, ať už sjezdového anebo běžeckého lyžování je Makov. V této obci jsou vytvořené výborné podmínky nejen technickým vybavením, ale zejména zdejším klimatem, který se v oblasti Kasárne přibližuje podmínkám v Tatrách. Další střediska jsou v Turzovce, Vysoké nad Kysucou, Klokočově, Kysuckém Novém Meste a takřka v každé obci je minimálně jeden lyžařský vlek.
Turistika

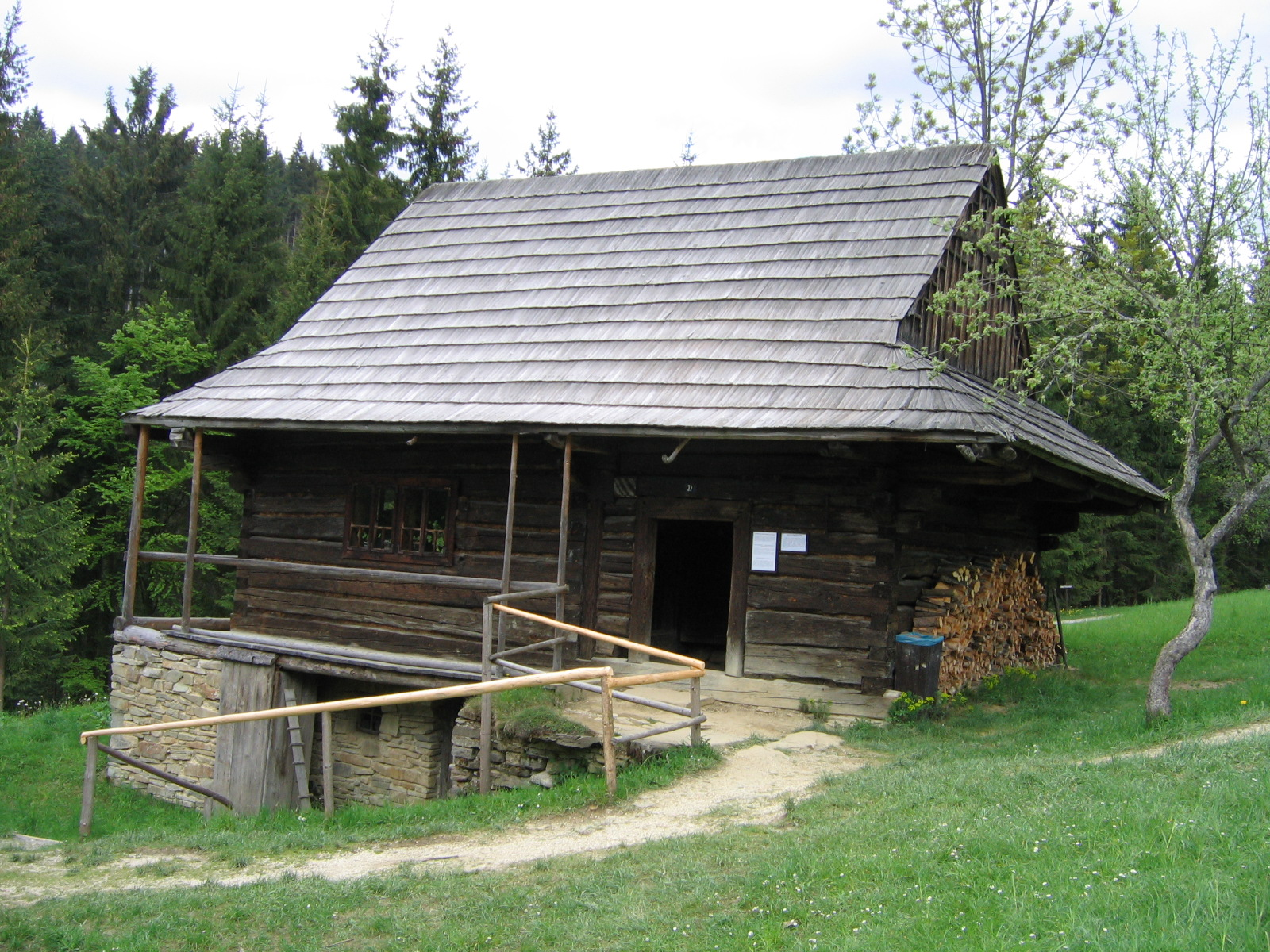
Muzeum kysucké dědiny

Množství kvalitně značených turistických chodníků protíná území Kysuce křížem krážem a spojuje všechna střediska cestovního ruchu. Kysucká cyklomagistrála procházející skoro celým územím dává možnost pozorovat všechny krásy této krajiny. Přivede cyklistu např. do Korně k ojedinělému přírodnímu jevu v Evropě, přirozenému vývěru lehké ropy na povrch. Další atrakcí jsou kamenné koule, o kterých není jasné, jak přesně vznikly. V Nové Bystrici je postaven místní skanzen, kde je možné pozorovat šikovnost zdejších řemeslníků.